# Antirasistiska Akademin
Antirasistiska Akademin (ArA) är en förening som bildades år 2007. De har en konferens varje år. Den stödjer etniska, religiösa och antirasistiska icke-akademiska organisationer i sitt opinionsarbete.
Den bildades av akademiker som samarbetat kring en statlig utredning om integration och strukturell diskriminering. I en av utredningens delrapporter, Bortom Vi och Dom SOU (2005:41) författades av Masoud Kamali, Irene Molina, Paulina De los Reyes och Mekonnen Tesfahuney skrev författarna att alla européer bär en kollektiv skuld för århundraden av kolonialism och förtryck. Författarna bildade senare ett löst sammansatt forskarnätverk av samhällsvetare som ville driva en vänsteragenda i integrationsfrågor, ett nätverk som utvecklades till ArA.
ArA fick 2013 och 2016 projektbidrag ifrån Myndigheten för ungdoms- och civilsamhällesfrågor (MUCF).
År 2016 var Adrián Groglopo styrelsens ordförande.